# Eumenidiopsis striativentris
Eumenidiopsis striativentris är en stekelart som först beskrevs av Giordani Soika 1939.  Eumenidiopsis striativentris ingår i släktet Eumenidiopsis och familjen Eumenidae. Inga underarter finns listade i Catalogue of Life.